# Thériocéphalie

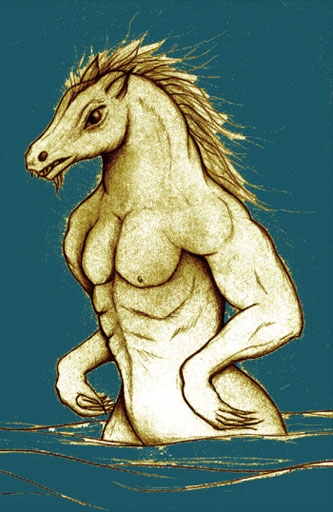
Illustration d'un Each Uisge, cheval fantastique et métamorphe issu de la culture celte et gaélique.

La thériocéphalie désigne le fait, pour un humanoïde, d'avoir une tête d'animal. Ce terme est utilisé pour désigner certaines catégories de divinités et de créatures imaginaires thérianthropes, c'est-à-dire en partie humaines et animales. La thériocéphalie est généralement une représentation symbolique servant à mettre en avant les caractéristiques attribuées aux animaux représentés. Les créatures thériocéphales sont présentes dans un grand nombre de mythes et de légendes, en particulier dans la mythologie égyptienne.

## Étymologie
Ce nom est issu du grec ancien θηρίον / thêríon, qui signifie « bête », et de κεφαλή / kephalế, « tête ».

## Exemples
- La plupart des divinités du panthéon égyptien sont thériocéphales. Par exemple :
  - Horus a une tête de faucon.
  - Anubis, une tête de chacal.
  - Seth est souvent décrit avec la tête d'une créature inconnue, nommée « animal Seth » par les égyptologues.
- Dans l'hindouisme, Ganesha, le dieu de la Sagesse, a une tête d'éléphant.